# Гайко (Західна Вірджинія)
Гайко (англ. Hico) — переписна місцевість (CDP) в США, в окрузі Фаєтт штату Західна Вірджинія. Населення — 239 осіб (2020).

## Географія
Гайко розташоване за координатами 38°7′0″ пн. ш. 81°0′39″ зх. д. / 38.11667° пн. ш. 81.01083° зх. д. (38.116627, -81.010746).  За даними Бюро перепису населення США в 2010 році переписна місцевість мала площу 13,00 км², з яких 12,98 км² — суходіл та 0,02 км² — водойми.

## Демографія
Згідно з переписом 2010 року, у переписній місцевості мешкали 272 особи в 114 домогосподарствах у складі 83 родин. Густота населення становила 21 особа/км².  Було 131 помешкання (10/км²).
Расовий склад населення:
| - 98,9 % — білих - 1,1 % — корінних американців |

До двох чи більше рас належало 0,0 %. Частка іспаномовних становила 0,0 % від усіх жителів.
За віковим діапазоном населення розподілялося таким чином: 15,8 % — особи молодші 18 років, 66,2 % — особи у віці 18—64 років, 18,0 % — особи у віці 65 років та старші. Медіана віку мешканця становила 48,8 року. На 100 осіб жіночої статі у переписній місцевості припадало 100,0 чоловіків;  на 100 жінок у віці від 18 років та старших — 94,1 чоловіків також старших 18 років.
Цивільне працевлаштоване населення становило 80 осіб. Основні галузі зайнятості: освіта, охорона здоров'я та соціальна допомога — 37,5 %, мистецтво, розваги та відпочинок — 28,8 %, роздрібна торгівля — 17,5 %, фінанси, страхування та нерухомість — 8,8 %.